# トンブリー区
トンブリー区（トンブリーく、タイ語: เขตธนบุรี）は、タイ王国バンコク都の行政区画（ケート）の一つ。
北から時計回りに、プラナコーン区、クローンサーン区、バーンコーレーム区、ラートブーラナ区、チョームトーン区、パーシーチャルーン区、バーンコークヤイ区と接している。
1972年にトンブリー県がバンコクに吸収された際に一部がトンブリー区として発足した。

## 交通
スカイトレイン（BTS）
■シーロム線 - ポーニミット駅・タラートプルー駅(BTS)・ウターカート駅
タイ国有鉄道
■マハーチャイ線 - ウォンウィアン・ヤイ駅(国鉄)・タラートプルー駅(国鉄)